# 林同 (弘治舉人)
林同（15世紀—16世紀），字宜正，號龍峰，福建泉州府晉江縣人，明朝政治人物。

## 生平
林同是蔡清的弟子，以學《易經》為名，在弘治十四年（1501年）中舉人，授樂陵教諭，改官丹徒、萬載，在萬載時教導士子義利之辨、剛正不阿，得督學邵某重視，任湖廣鄉試考官，陞職金華府儒學教授，主考嘉靖四年（1525年）乙酉科陕西鄉試，得到巡撫和學使器重。
之後林同調升兩浙轉運判官，分司永嘉，上疏鹽場疆界，四次上疏後得允著為令；永嘉人害怕海盜，首輔張璁提出在海濱環築二十里為沙城，命御史李某向他和議，他認為工程所費不菲，沙城又容易被破壞而反對，御史派人使溫州、台州府官員附議動搖他，他卻更堅持己見，因此上疏請求致仕歸里，以薄田數畝養育兒孫讀書，著有《龍峰遺集》。

## 引用
1. 1 2  道光《晉江縣志·卷三十八·人物志·名臣之二》：林同，字宜正，號龍峰，從蔡虛齋游，以《易》名家。弘治辛酉舉人，歷樂陵、丹徒、萬載教諭，擢金華府教授。所至以夙學課士，巡撫學使皆相器重。升兩浙轉運判官，分司永嘉。永嘉宦豪，兼並射利。同疏言鹽場疆界不均，灶丁不實，大為窮戶病，宜亟審核。四上得允，下為令。永嘉人懼海寇，言於執政張璁，議即濱海一帶，環築二十里為沙城。李御史希張相意，下同議。同度土工所費不貲；又沙城善嚙難就，因持議，忤御史意。御史使溫，台二郡吏雜議以搖同，同持益堅。遂疏乞致仕歸里。薄田數畝，課兒孫讀書。所著有《龍峰遺集》。
2. ↑  民國《萬載縣志·卷五·職官》：林同，字宜正，號龍峯，晉江舉人，正德間教諭。嘗從蔡清遊學，有指授故，其教人尤嚴義利之辨、剛正不阿，諸生暨所交遊回都者望之竦然，或因而改圖焉，督學邵重其行甚獎異之，充湖廣分考，升金華教授。